# Associazione nazionale fra lavoratori mutilati e invalidi del lavoro
L'Associazione nazionale fra lavoratori mutilati e invalidi del lavoro (ANMIL Onlus) è un'associazione che rappresenta gli invalidi ed i mutilati del lavoro. 

## Storia
Inizialmente fondata a Milano nel 1933, l'associazione fu soppressa durante il periodo fascista e fu quindi rifondata a Roma con atto del notaio Egidio Marchese il 19 settembre 1943. L'atto fu registrato all'Ufficio atti pubblici, il 23 settembre 1943 (atto n.5166 del volume 647). L'associazione venne in seguito eretta ad ente morale con decreto luogotenenziale 22 febbraio 1945, n.128.
Successivamente con la legge 21 marzo 1958, n.335, l'ANMIL divenne un ente pubblico, posto sotto la vigilanza del Ministero del Lavoro e della Previdenza sociale e retta da uno statuto approvato con decreto del Presidente della Repubblica 28 febbraio 1961, n.127, su proposta del Ministero del Lavoro e della Previdenza sociale di concerto con il ministro dell'Economia e delle finanze.
Con l'istituzione delle Regioni, l'ANMIL è stata sottoposta, come tutti gli altri enti assistenziali, alle procedure di accertamento delle finalità pubbliche previste dagli articoli 113 e 114 del decreto del Presidente della Repubblica 24 luglio 1977, n.616.
L'ANMIL oggi è un'associazione di diritto privato e mantiene la sua qualificazione di ente morale per effetto del decreto del Presidente della Repubblica 31 marzo 1979, pubblicato nella Gazzetta ufficiale della Repubblica Italiana 9 maggio 1979, n.125, che, all'articolo 2, dispone, tra l'altro, la conservazione dei compiti associativi previsti dal proprio statuto, approvato con il citato D.P.R. 127/61, nonché quelli di rappresentanza e tutela dei mutilati e invalidi del lavoro.
Nel 1982, la sezione "Controllo Enti" della Corte dei conti, con deliberazione del 9 marzo, n. 1647, ha riconosciuto tra i fini dell'ANMIL l'attività di rappresentanza e tutela delle categorie, da svolgere anche per garantire la continuità della erogazione delle provvidenze spettanti agli assistiti.
Il 25 ottobre 2003 l'associazione assume la denominazione  ANMIL Onlus a seguito della delibera dell'assemblea straordinaria riunita a San Benedetto del Tronto.